# Johann Christoph Sturm
Pour les articles homonymes, voir Sturm.
Johann Christoph Sturm, né le 3 novembre 1635 à Hilpoltstein en duché de Palatinat-Neubourg, mort le 26 décembre 1703 à Altdorf, est un astronome et mathématicien allemand.

## Biographie

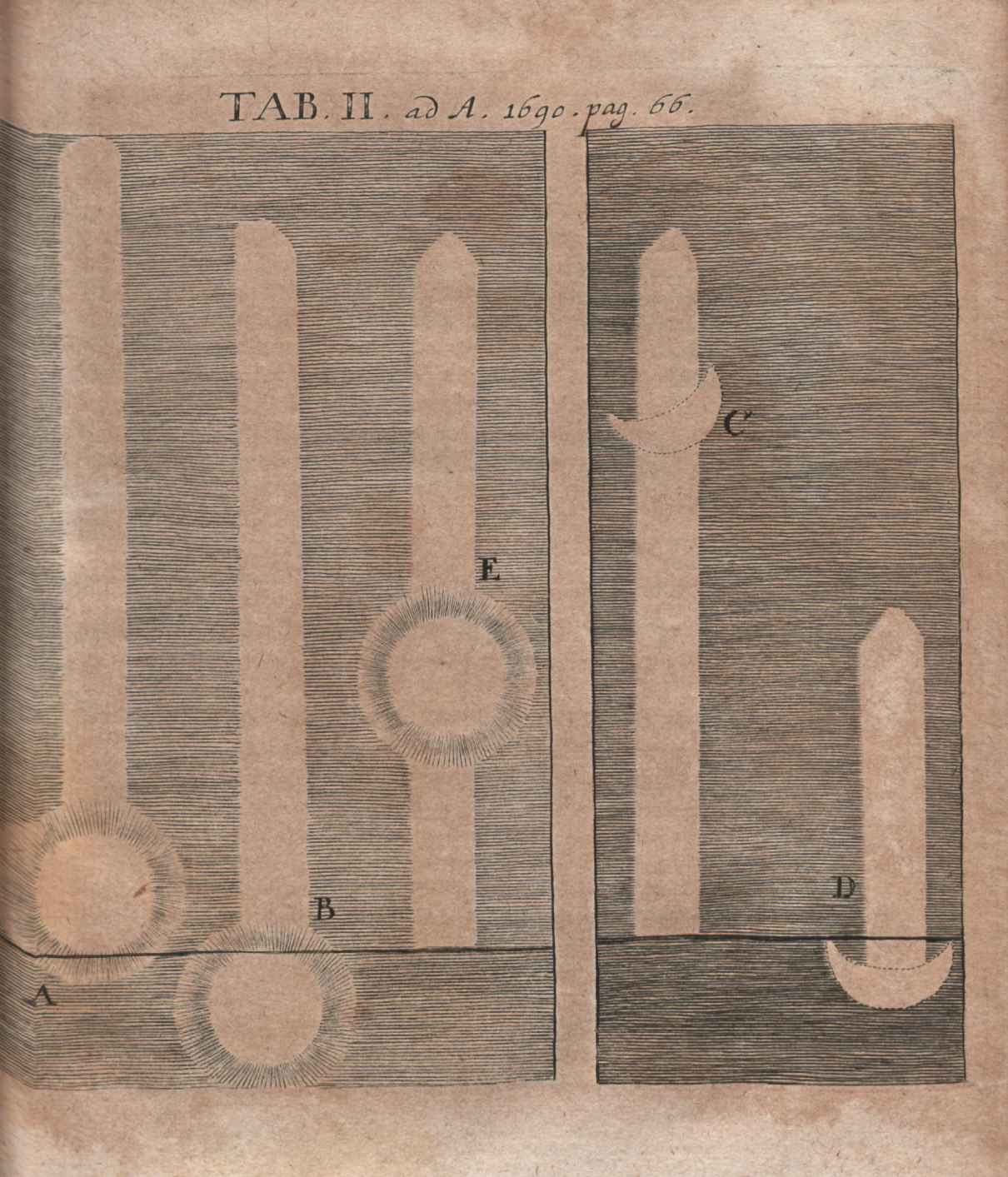
Illustration à Excerpta ex literis... publiée sur les Acta Eruditorum, 1690

Johann Christoph Sturm est le fils de Johann Eucharius Sturm et de Gertraud Bock. À partir de 1646, il étudie à l'école latine de Weissenburg, en Saint-Empire. En 1653, il est l'élève du théologien  Daniel Wülfer, professeur de logique, de métaphysique et de physique à Nuremberg. Entre 1656 et 1662, il étudie les mathématiques, la physique et la théologie à Iéna et à Leyde.
Par la suite, Sturm enseigne brièvement à Nuremberg, puis, en 1664, il est nommé pasteur à Deiningen (près de Nördlingen).
En 1669, il devient professeur de mathématiques et de physique à l'université d'Altdorf, où il demeure jusqu'à sa mort. 
Nommé plusieurs fois doyen de la faculté de philosophie, il se marie trois fois et neuf enfants lui survivront. 
Il meurt en décembre 1703 à la suite d'un accident cardiaque.
Sturm est l’un des premiers cartésiens allemands. Philosophiquement proche de l'occasionnalisme, en physique il tente de le concilier avec la tradition aristotélicienne. Il est considéré comme un des fondateurs de la philosophie éclectique à l'aube du siècle des Lumières. Le De ipsa natura de Leibniz (1698) présente ses thèses et leur critique.

## Travaux
- (la) Aristoteles Mathematicus, 1660 (Aristote mathématicien)
- (la) Universalia euclidea, La Haye, 1661 (les universaux euclidiens)
- (de) Des unvergleichlichen Archimedis Sand-Rechnung, Nürnberg, 1667
- (la) De Terrae-Motibus, 1670 (à propos des tremblements de terre)
- (la) Collegium Experimentale, Sive Curiosum, 1re partie, 1676
- (de) Sonnenuhrkunde, 1681 (un manuel sur les cadrans solaires)
- (de) Die große Konjunktion, 1683 (La grande conjonction)
- (la) Collegium Experimentale, Sive Curiosum, 2e partie, 1685
- (la) Physica electiva sive hypothetica, vol. 1 (1697) et 2 (1698)
- (la) Philosophia eclectica, 1698
- (la) Mathesis juvenilis, 1699/1701 (un manuel de mathématiques pour la jeunesse)

## Référence
1. ↑  Excerpta ex literis, Acta Eruditorum, Leipzig, 1690 (lire en ligne), p. 65
2. 1 2  Leibniz De la nature en elle-même, ou de la Force inhérente aux choses créées et de leurs actions, pour servir de confirmation et d éclaircissement à la Dynamique de l auteur, traduit du latin par Paul Schrecker, Vrin, 2001, p. 193 (aperçu en ligne).